# Pietro I di Cipro
Pietro I di Cipro, noto anche come Pietro I di Gerusalemme e Pietro di Lusignano (Nicosia, 9 ottobre 1328 – Nicosia, 17 gennaio 1369), fu conte di Tripoli dal 1345, re di Cipro dal 1358 e re titolare di Gerusalemme dal 1359 fino alla sua morte.

## Biografia

### Infanzia

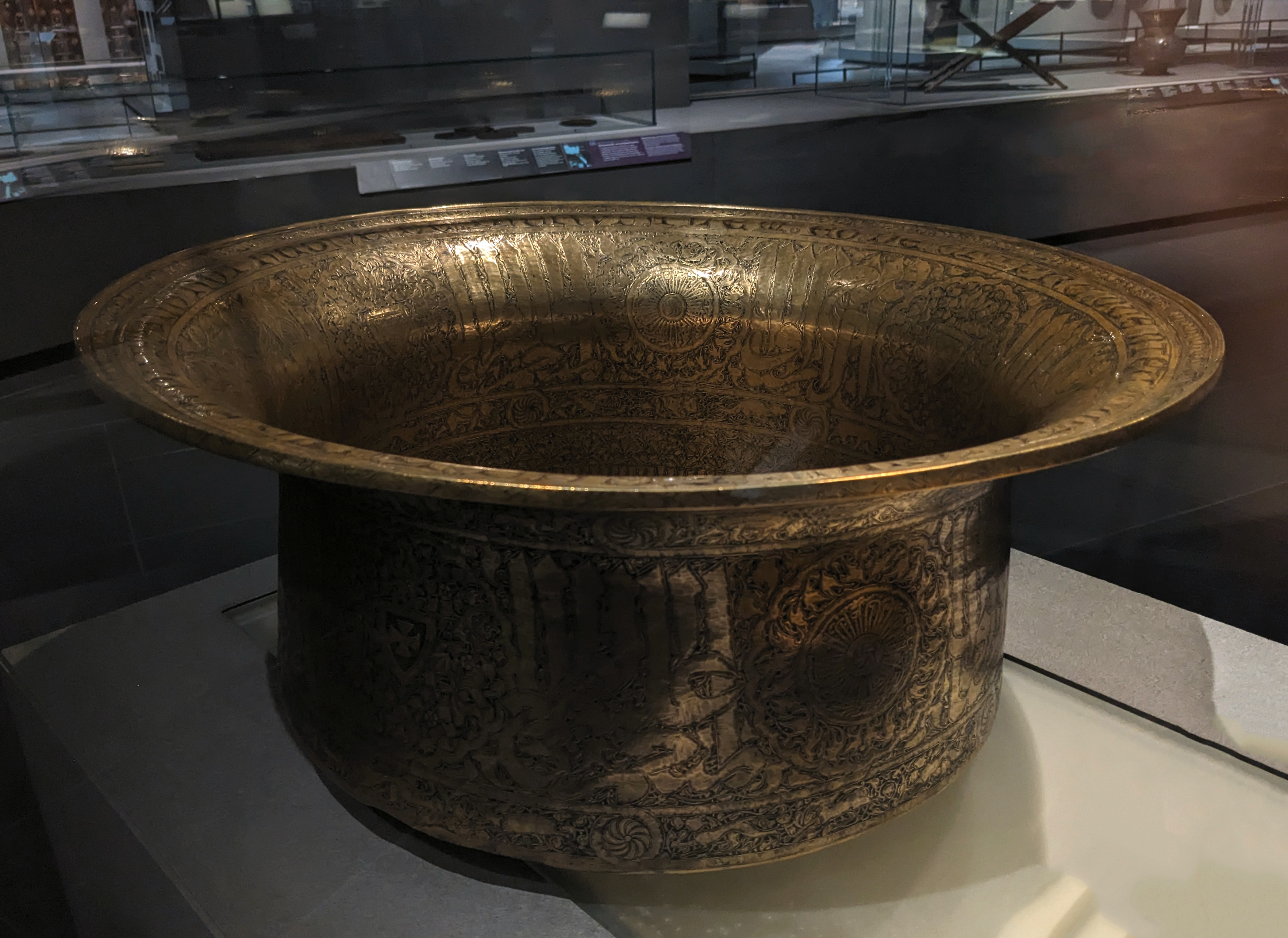
Lavabo (XIV secolo, Egitto o Siria, Museo del Louvre) attribuito a Ugo IV di Cipro.

Sia secondo Les familles d'outre-mer, che secondo la Chroniques d'Amadi et de Strambaldi. T. 1, Pietro era il figlio secondogenito del re di Cipro e di Gerusalemme Ugo IV (1294 – 1359) e di Alice d'Ibelin (1305 c. – 1386), che, ancora secondo Les familles d'outre-mer, che secondo la Chroniques d'Amadi et de Strambaldi. T. 1, era figlia di Guido d'Ibelin, signore del castello di Nicosia, siniscalco di Cipro e della moglie, nonché cugina, Isabella o Margherita d'Ibelin.
Sia secondo Les familles d'outre-mer, che secondo la Chroniques d'Amadi et de Strambaldi. T. 1, Ugo era l'unico figlio maschio del Connestabile del regno di Cipro, Guido di Lusignano e della moglie, la signora di Beirut, Eschiva di Ibelin, che, ancora secondo Les familles d'outre-mer, era la figlia secondogenita di Giovanni di Ibelin, signore di Beirut e di Alice de la Roche, figlia di Guido I de la Roche, Duca di Atene.
Pietro ricevette ancor giovane il titolo di Conte di Tripoli, puramente onorifico in quanto la città di Tripoli era in mano ai Mamelucchi da oltre mezzo secolo.
All'età di circa vent'anni, Pietro assieme al fratello, Giovanni (1329/1330 – 1375), principe titolare d'Antiochia, lasciarono Cipro per un viaggio in Europa senza il permesso paterno; il padre, Ugo IV, fece arrestare Giovanni Lombardo, l'uomo che li aveva aiutati a lasciare l'isola, lo imprigionò e torturò, tagliandoli una mano ed un piede prima di impiccarlo nell'aprile 1349, e nel contempo allestì due navi che andarono alla ricerca dei figli; trovatili riportarono Pietro e Giovanni a Cipro, dove furono imprigionati e il padre stesso fece da carceriere; poi si impietosì e li fece tornare a Nicosia.

### Primo matrimonio

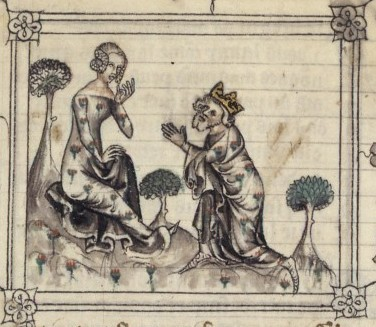
Pietro di Cipro corteggia una dama

Nel 1342 Pietro aveva sposato Echive de Montfort (1324 - † prima del 1353), ereditiera del connestabile di Cipro e signore titolare di Tiro e di Toron, Umfredo di Montfort, anche signore di Beirut († 1326); Les familles d'outre-mer in un altro capitolo riportano che Eschiva era figlia di Ruperto, il padre di Unfredo; per poter celebrare il matrimonio era stata necessaria una dispensa da parte di papa Clemente VI.

### Secondo matrimonio

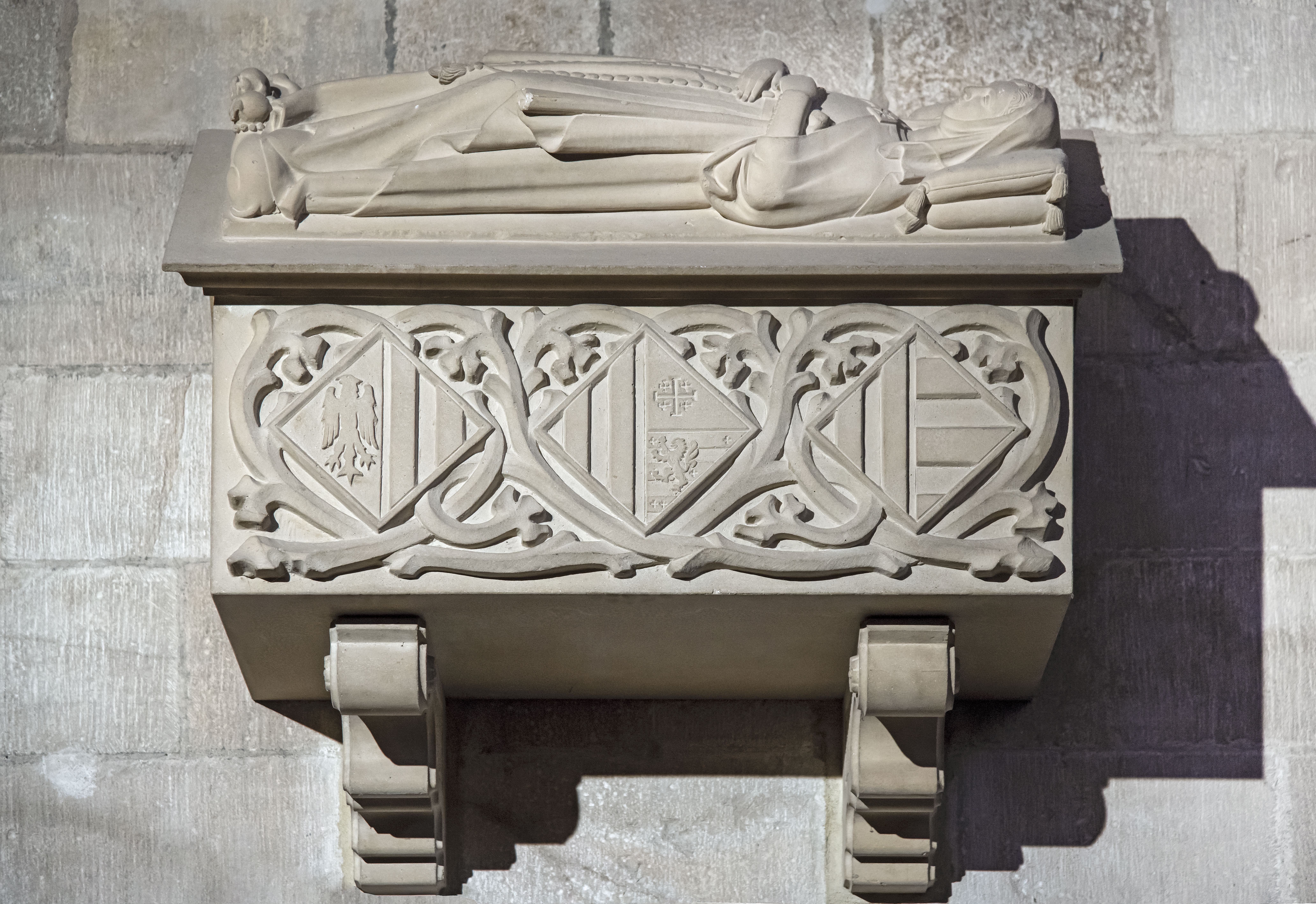
Il gisant di Eleonora d'Aragona all'interno della Cattedrale di Sant'Eulalia, Barcellona

Dopo la morte di Echive, Pietro sposò nel 1353 in seconde nozze Eleonora d'Aragona, figlia dell'infante Pietro d'Aragona e Angiò (settimo figlio (quarto maschio) del re d'Aragona e di Valencia, Conte di Barcellona e delle altre contee catalane Giacomo II il Giusto e di Bianca di Napoli, figlia del re di Napoli, Carlo lo Zoppo e di Maria D'Ungheria), conte di Ribagorza e di Empúries, Conte di Prades e Signore di Dénia e Gandía e Siniscalco di Catalogna, e di Giovanna di Foix-Béarn(?-ca. 1358), figlia del conte di Foix Gastone I di Foix-Béarn e di Giovanna d'Artois.
Il matrimonio viene confermato anche dalla Chronique de l'Île de Chypre.

### Ascesa

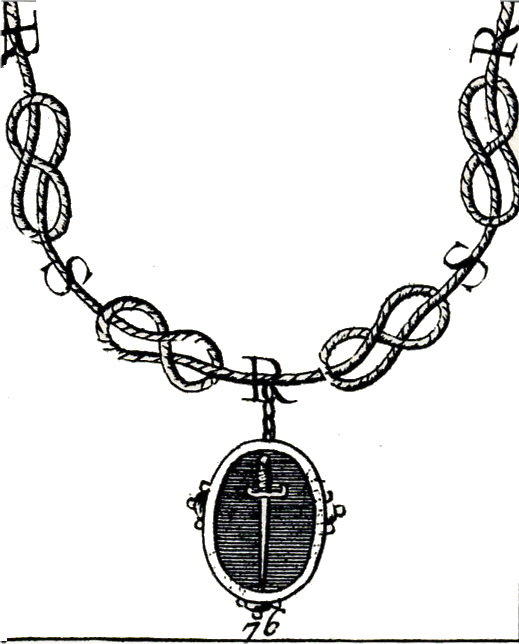
Le insegne dell'Ordine della Spada e del Silenzio (1347)

Nel 1347 rifondò l'Ordine della Spada e del Silenzio, un ordine cavalleresco, fondato da Guido di Lusignano nel 1193, il cui scopo era la riconquista di Gerusalemme.
Suo padre, Ugo IV, nel 1358, cedette la corona di Cipro a Pietro come Pietro I e contemporaneamente nominò l'altro figlio, Giovanni, principe di Antiochia e connestabile di Cipro.
Suo padre, Ugo IV, morì il 10 ottobre 1359 a Nicosia ed il 5 aprile 1360, Pietro, con la moglie, Eleonora, furono incoronati nella cattedrale di San Nicola a Famagosta re e regina di Gerusalemme.
Dopo la morte del padre, suo nipote, Ugo, figlio del primogenito di Ugo IV, il defunto connestabile di Cipro e Principe titolare di Principe titolare di Galilea Guido di Lusignano e della moglie Maria di Borbone, che si trovava in Francia, si recò a Roma dal Papa Innocenzo VI, reclamando che le corone di Cipro e Gerusalemme spettavano a lui, Ugo, figlio di Guido, primogenito di Ugo IV; il papa convocò a Roma Pietro I, che inviò i suoi rappresentanti, e, nel 1360, fu raggiunto un accordo, che prevedeva un indennizzo ad Ugo di 150.000 bisantil'anno e la fine del suo esilio da Cipro.

### Avventura in Asia Minore

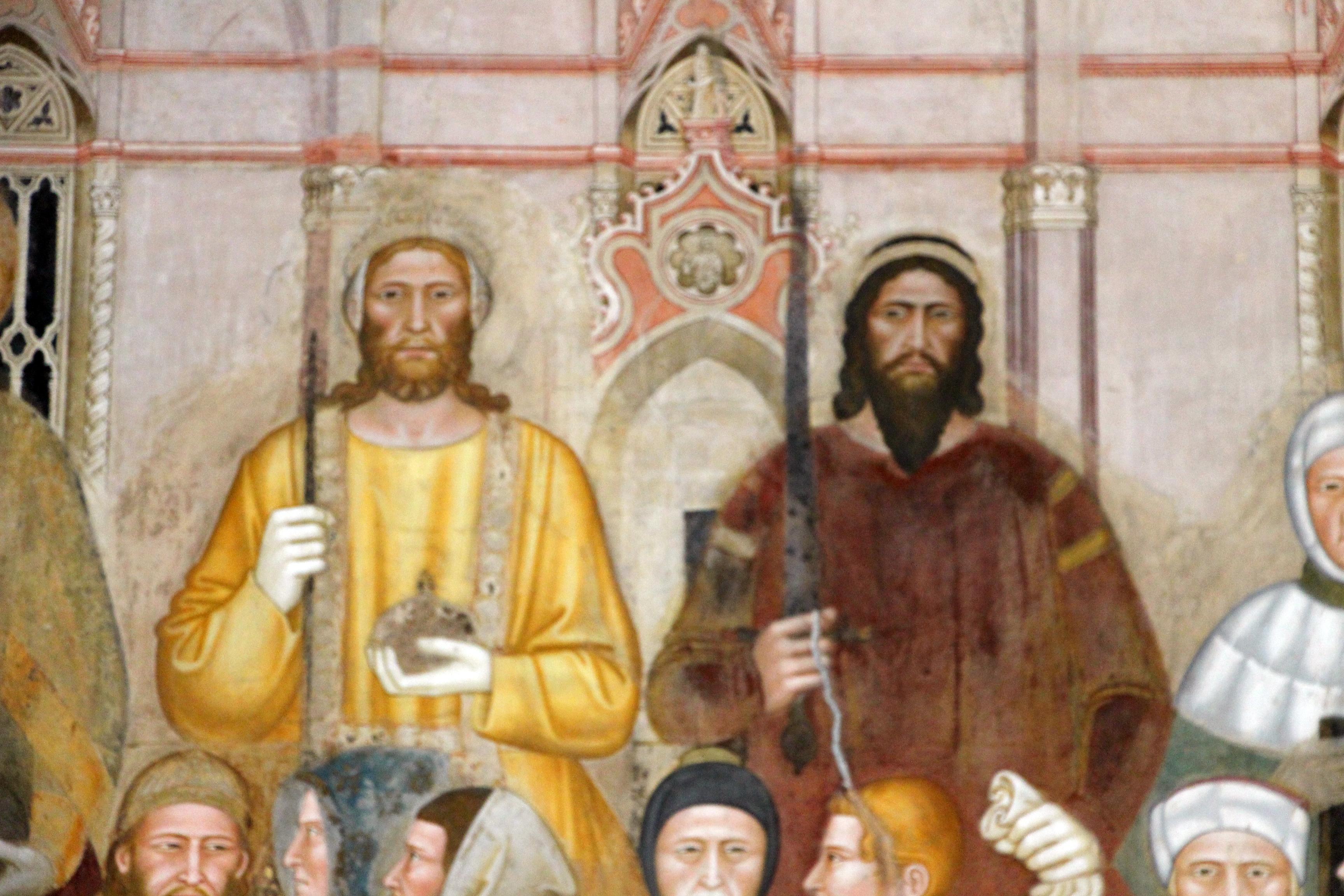
Paolo I di Cipro ritratto da Andrea di Bonaiuto

Circondata da paesi musulmani, Cipro tuttavia non temeva i loro attacchi, più simili ad incursioni di pirateria che ad azioni militarmente organizzate, sapendo che essi non avevano risorse sufficienti ad occupare l'isola.
Pietro pensò di attaccare lui per primo anziché attendere che i nemici si preparassero. Iniziò con Corico, un porto fortificato del regno armeno di Cilicia. La sua aspirazione di occuparsi dell'Asia Minore aveva origine nei rapporti di parentela stabiliti fra i regnanti armeni e quelli ciprioti fin da quando gli ottomani avevano quasi distrutto il regno armeno.

Nel gennaio del 1360 i residenti di Corico inviarono rappresentanti a Cipro per chiedere protezione a Pietro essendo la loro città sotto la minaccia diretta dei turchi. Essi avevano posto la medesima richiesta anni prima al padre di Pietro, Ugo IV, che tuttavia si era rifiutato. Corico chiese di essere incorporata nel regno di Cipro in cambio dell'impegno di quest'ultimo alla sua difesa. Pietro accettò ed inviò truppe cipriote al comando del cavaliere Roberto di Lusignano, al che i turchi reagirono ponendo Corico sotto assedio ma furono respinti.

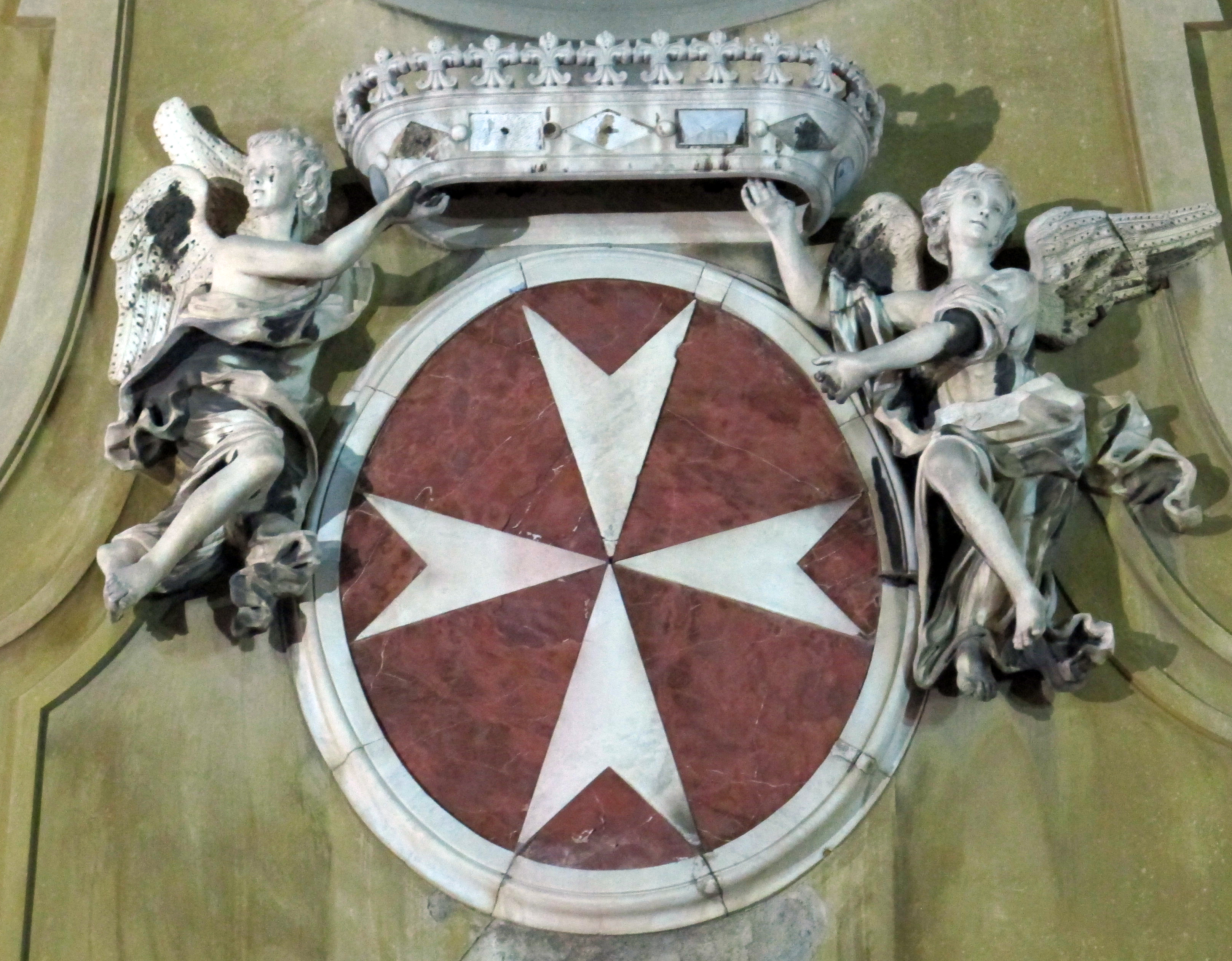
Stemma dei Cavalieri di Rodi, chiesa di San Giovannino dei Cavalieri, Firenze

Ciò fu visto dai capi musulmani dell'Asia Minore come una minaccia ed attaccarono Cipro con numerose navi ma Pietro ottenne l'aiuto dei Cavalieri di Rodi e, successivamente, anche dal papa. Nel luglio del 1361 Pietro mise insieme una flotta di 120 navi, con la quale attaccò in Asia Minore. Il 23 agosto dello stesso anno le forze cipriote sbarcarono nei pressi di Antalia conquistando la città. Dopo questo successo gli emiri della regione offrirono a Pietro un tributo annuo che Pietro accettò. Egli giunse anche in altre città, ricevendo da alcune di esse omaggi ed offerta di sottomissione. Egli rimase nella regione di Antalia fino all'8 settembre del medesimo anno, tornando pochi giorni dopo a Cipro acclamato come un vincitore.

Questi avvenimenti son narrati sia da Les familles d'outre-mer, che dalla Chroniques d'Amadi et de Strambaldi. T. 1 e dalla Chronique de l'Île de Chypre.

### Crociata alessandrina

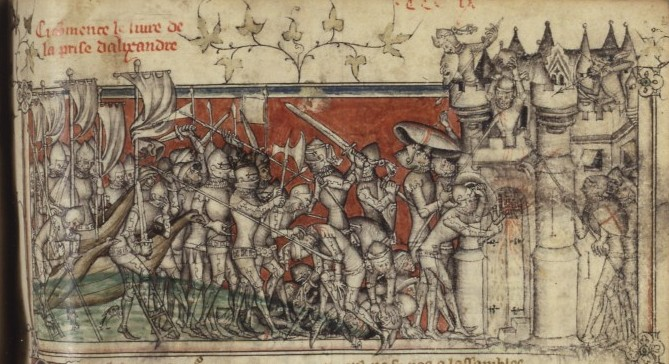
La Crociata alessandrina in una miniatura medioevale

Pietro tuttavia era deciso a condurre una nuova crociata per riconquistare la città di Gerusalemme. A questo scopo, all'inizio del 1363, egli intraprese un viaggio in Europa, durante il quale si recò in Germania, Francia e Inghilterra, ove avvenne il celebre Banchetto dei Cinque Re. Visitò anche Avignone ove incontrò papa Urbano V, dal quale ottenne l'approvazione e l'appoggio per l'impresa. Il Papa designò a dirigerla Giovanni II di Francia, il quale tuttavia morì poco dopo (8 aprile 1364). 
Pietro proseguì nei suoi sforzi e riuscì a reclutare soldati in continente e ad una flotta dai veneziani per la nuova crociata. Il 9 ottobre 1365 le truppe sbarcarono nei pressi di Alessandria e l'11 ottobre la città fu conquistata e saccheggiata.

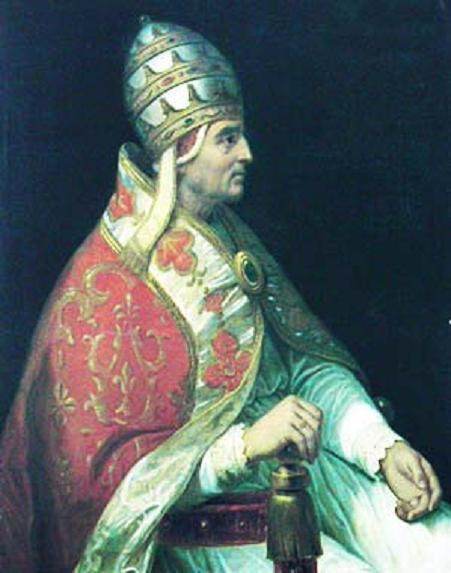
Papa Urbano V

Tuttavia i cavalieri europei si rifiutarono di seguire Pietro all'assalto de Il Cairo ed egli fu costretto a tornare a Cipro. L'impresa gli inimicò il sultano dell'Egitto al-Ashraf Zein al-Din Abu al-Ma'ali (regnante dal 1363 al 1376). Per rappresaglia vi furono misure contro i mercanti cristiani in Siria ed in Egitto e papa Urbano V, dopo aver inutilmente cercato sostegni nei monarchi europei, consigliò Pietro di rappacificarsi con il sultano dell'Egitto. Pietro sbarcò vicino a Tripoli ma non ne cavò nulla. Papa Urbano V gli suggerì nuovamente di rappacificarsi con il sultano cosicché Pietro dovette recarsi a Venezia per sottoscrivere un trattato con l'Egitto.

### Morte

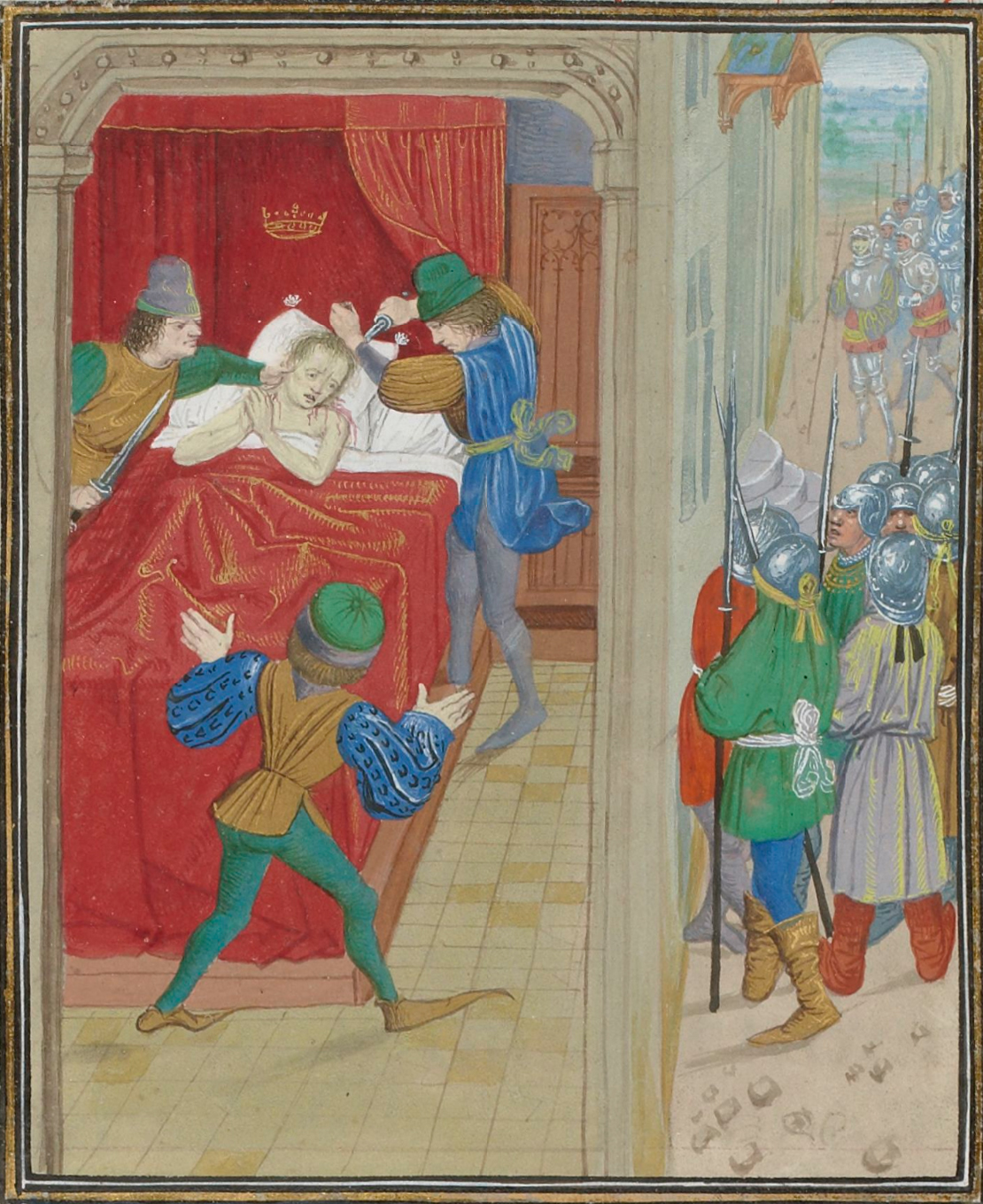
Assassinio di Pietro di Lusignano, re di Cipro. Jean Froissart, Chroniques, Bruges, XV secolo (BNF, FR 2645)

Rientrato precipitosamente da Roma, ove aveva ricevuto una pressante richiesta di sostegno militare da parte degli Armeni, il 17 gennaio 1369 Pietro fu sorpreso nel letto dell'amante, Eschiva di Scandelion, dai cavalieri Giovanni di Gaurelle, Enrico di Giblet (Jubail) e Filippo d'Ibelin e decapitato, probabilmente con la complicità dei suoi stessi fratelli Giovanni, principe di Antiochia (c.a 1329 – 1375) e Giacomo.
L'omicidio di Pietro viene confermato da Les familles d'outre-mer, e narrato sia dalla Chroniques d'Amadi et de Strambaldi. T. 1 che dalla Chronique de l'Île de Chypre.
A Pietro succedette il figlio Pietro, come Pietro II, sotto la tutela della madre, Eleonora, e la reggenza dello zio, Giovanni.

## Discendenza
Pietro da Eschive ebbe una figlia:
- Eschiva († prima del 1369), morta giovane.

Pietro ed Eleonora d'Aragona ebbero due figli:
- Pietro (c.a. 1357-1382), successore del padre nella titolarità del regno del regno di Cipro e di Gerusalemme con il nome di Pietro II[34];
- Margherita o Maria († c.a. 1397), andata sposa a Giacomo di Lusignano, conte di Tripoli[35].

## Ascendenza
|                    |                 |                       | Genitori            |  |  | Nonni |  |  | Bisnonni         |  |  | Trisnonni          |  |
|                    |                 |                       |                     |  |  |       |  |  | Ugo III di Cipro |  |  | Enrico d'Antiochia |  |
|                    |                 |                       |                     |  |  |       |  |  | Ugo III di Cipro |  |  | Enrico d'Antiochia |  |
|                    |                 | Isabella di Lusignano |                     |  |  |       |  |  | Ugo III di Cipro |  |  |                    |  |
| Guido di Lusignano |                 |                       |                     |  |  |       |  |  | Ugo III di Cipro |  |  |                    |  |
|                    |                 | Isabella d'Ibelin     | Guido d'Ibelin      |  |  |       |  |  |                  |  |  |                    |  |
|                    |                 | Isabella d'Ibelin     | Guido d'Ibelin      |  |  |       |  |  |                  |  |  |                    |  |
|                    |                 | Isabella d'Ibelin     | Filippa Barlais     |  |  |       |  |  |                  |  |  |                    |  |
| Ugo IV di Cipro    |                 | Isabella d'Ibelin     |                     |  |  |       |  |  |                  |  |  |                    |  |
|                    |                 | Giovanni II di Beirut | …                   |  |  |       |  |  |                  |  |  |                    |  |
|                    |                 | Giovanni II di Beirut | …                   |  |  |       |  |  |                  |  |  |                    |  |
|                    |                 | Giovanni II di Beirut | …                   |  |  |       |  |  |                  |  |  |                    |  |
| Eschiva d'Ibelin   |                 | Giovanni II di Beirut |                     |  |  |       |  |  |                  |  |  |                    |  |
|                    |                 | Alice de la Roche     | Guido I de la Roche |  |  |       |  |  |                  |  |  |                    |  |
|                    |                 | Alice de la Roche     | Guido I de la Roche |  |  |       |  |  |                  |  |  |                    |  |
|                    |                 | Alice de la Roche     |                     |  |  |       |  |  |                  |  |  |                    |  |
| Pietro I di Cipro  |                 | Alice de la Roche     |                     |  |  |       |  |  |                  |  |  |                    |  |
|                    | Balian d'Ibelin | Guido d'Ibelin        |                     |  |  |       |  |  |                  |  |  |                    |  |
|                    | Balian d'Ibelin | Guido d'Ibelin        |                     |  |  |       |  |  |                  |  |  |                    |  |
|                    | Balian d'Ibelin | Filippa d'Aimery      |                     |  |  |       |  |  |                  |  |  |                    |  |
| Guido di Ibelin    | Balian d'Ibelin |                       |                     |  |  |       |  |  |                  |  |  |                    |  |
|                    |                 | Alice di Lampron      | …                   |  |  |       |  |  |                  |  |  |                    |  |
|                    |                 | Alice di Lampron      | …                   |  |  |       |  |  |                  |  |  |                    |  |
|                    |                 | Alice di Lampron      | …                   |  |  |       |  |  |                  |  |  |                    |  |
| Alice d'Ibelin     |                 | Alice di Lampron      |                     |  |  |       |  |  |                  |  |  |                    |  |
|                    |                 | Baldovino d'Ibelin    | …                   |  |  |       |  |  |                  |  |  |                    |  |
|                    |                 | Baldovino d'Ibelin    | …                   |  |  |       |  |  |                  |  |  |                    |  |
|                    |                 | Baldovino d'Ibelin    | …                   |  |  |       |  |  |                  |  |  |                    |  |
| Isabella d'Ibelin  |                 | Baldovino d'Ibelin    |                     |  |  |       |  |  |                  |  |  |                    |  |
|                    |                 | Marguerite de Giblet  | …                   |  |  |       |  |  |                  |  |  |                    |  |
|                    |                 | Marguerite de Giblet  | …                   |  |  |       |  |  |                  |  |  |                    |  |
|                    |                 | Marguerite de Giblet  | …                   |  |  |       |  |  |                  |  |  |                    |  |
|                    |                 | Marguerite de Giblet  |                     |  |  |       |  |  |                  |  |  |                    |  |

### Fonti primarie
- (LA)  Histoire de l'île de Chypre sous le règne des princes de la maison de Lusignan, volume 2.
- (FR)  Recueil des historiens des croisades. Historiens occidentaux. Tome second.
- (IT)  Chroniques d'Amadi et de Strambaldi. T. 1.
- (IT)  Chronique de l'Île de Chypre.

### Letteratura storiografica
- (FR)  Les familles d'outre-mer.
- (FR)  René Grousset, L'Empire du Levant : Histoire de la Question d'Orient, 1949